# (19003) Erinfrey
(19003) Erinfrey (2000 RL61) – planetoida z pasa głównego asteroid okrążająca Słońce w ciągu 4,68 lat w średniej odległości 2,8 j.a. Odkryta 1 września 2000 roku.